# Sceloporus undulatus
Sceloporus undulatus este o specie de șopârle din genul Sceloporus, familia Phrynosomatidae, descrisă de Louis Augustin Guillaume Bosc și Daudin 1801. A fost clasificată de IUCN ca specie cu risc scăzut.

## Subspecii
Această specie cuprinde următoarele subspecii:
- S. u. edbelli
- S. u. cowlesi
- S. u. elongatus
- S. u. erythrocheilus
- S. u. garmani
- S. u. hyacinthinus
- S. u. speari
- S. u. tedbrowni
- S. u. tristichus
- S. u. undulatus